# بیل فرانس پدر
ویلیام هنری گتی فرانس (زاده ۲۶ سپتامبر ۱۹۰۹ – درگذشته ۷ ژوئن ۱۹۹۲) یک تاجر و راننده مسابقه‌ای اهل ایالات متحده بود. او همچنین به عنوان بیل فرانس پدر یا بیل بزرگ نیز نام برده می شود. او اغلب به علت پایه گذاری و مدیریت نسکا ، یک نهاد تحریم کننده مسابقات اتومبیل رانی مستقر در ایالات متحده، مشهور گردیده است.

## اوایل زندگی
ویلیام در واشنگتن دی سی، از مادری بنام اما گراهام، که یک مهاجر از ایرلند، و از پدری بنام ویلیام هنری فرانس متولد شد.او یک برادر بزرگ بنام جیمز داشت که پس از مرگش در سنین ۱۱ سالگی در گورستان راک کریک به خاک سپرده شد. و بعد از آن ویلیام در دوران نوجوانی از مدرسه اش ترک تحصیل می کند تا در پیست تخته‌ای ۱.۵ مایلی (۲.۴کیلومتری) در حومه لورل، با خودرویی از خانواده فورد مدل تی را دور بزند. بعد از آن فرانس قبل از داشتن و راه اندازی ایستگاه خدمات خود در چندین مشاغل گوناگون مشغول فعالیت می شود. سرانجام او پایگاه مشتریان خود را با بیدار شدن قبل از طلوع آفتاب و روشن کردن خودروهای مشتریان در میان فصل زمستان تشکیل می دهد.

## مرگ
فرانس پس از مبتلا شدن به بیماری آلزایمر سرانجام در تاریخ ۷ ژوئن ۱۹۹۲ و در خانه خودش در اورمند بیچ، فلوریدا فوت می کند.  